# Форум китайсько-африканської співпраці
Форум китайсько-африканської співпраці (англ. Forum on China–Africa Cooperation; кит.: 中非合作论坛; фр. Forum sur la coopération sino-africaine, скорочено FOCAC, ФОКАК) — офіційний форум, який проводиться Китаєм та всіма державами Африки, за винятком Есватіні, яке не має дипломатичних відносин з КНР, оскільки визнає незалежність Тайваню.
Конференції і саміти ФОКАК відбуваються раз на три роки по черзі у Пекіні й у містах різних африканських країн.

## Форуми
Перша конференція ФОКАК відбулася у Пекіні з 10 по 12 жовтня 2000 року. Китайську делегацію очолювали Голова КНР Цзян Цземінь, його заступник Ху Цзіньтао, а також прем'єр Держради КНР Чжу Жунцзі. У саміті брали участь 80 міністрів із Китаю та 44 африканських країн, а також представники від 17 міжнародних та регіональних організацій. Різні африканські делегації очолювали, зокрема, президент Алжиру Абдель Азіз Бутефліка, президент Замбії Фредерік Чілуба, президент Танзанії Бенджамін Мкапа та президент Того Гнассінгбе Ейадема. Делегацію ОАЄ очолював Генеральний секретар Салім Ахмад Салім. Конференція прийняла пекінську декларацію форуму з китайсько-африканської співпраці та програму китайсько-африканської співпраці в галузі економічного та соціального розвитку.
Друга конференція пройшла в Аддіс-Абебі, Ефіопія, з 15 по 16 грудня 2003 року.
Перший саміт та третя конференція (третій форум) пройшов у Пекіні з 3 по 5 листопада 2006 року.
Четверта конференція пройшла в Шарм-еш-Шейху, Єгипет, з 8 по 9 листопада 2009 року.
П'ята конференція відбулася в Пекіні з 19 по 29 липня 2012 року.
Другий саміт та шоста конференція (шостий форум) пройшов у Йоганнесбурзі, ПАР, з 4 по 5 грудня 2015 року.
Сьомий форум пройшов у Пекіні з 3 по 4 вересня 2018 року.
Восьмий форум пройшов у Дакарі, Сенегал, з 29 по 30 листопада 2021 року.